# Tectaria polymorpha
Tectaria polymorpha là một loài thực vật có mạch trong họ Dryopteridaceae. Loài này được (Wall. ex Hook.) Copel. miêu tả khoa học đầu tiên năm 1907.